# Apollo 11 (2019)
Apollo 11 ist ein US-amerikanischer Kino-Dokumentarfilm von Regisseur Todd Douglas Miller über die erste bemannte Mondlandung durch die Raumfahrtmission Apollo 11 im Jahr 1969.

## Handlung
Der Dokumentarfilm entstand anlässlich des 50. Jahrestages der Mondlandung: Der Film schildert im Wesentlichen den Verlauf der Apollo-11-Mission des Apolloprogramms im Juli 1969 von den Startvorbereitungen über die Mondlandung bis zur sicheren Landung auf der Erde.

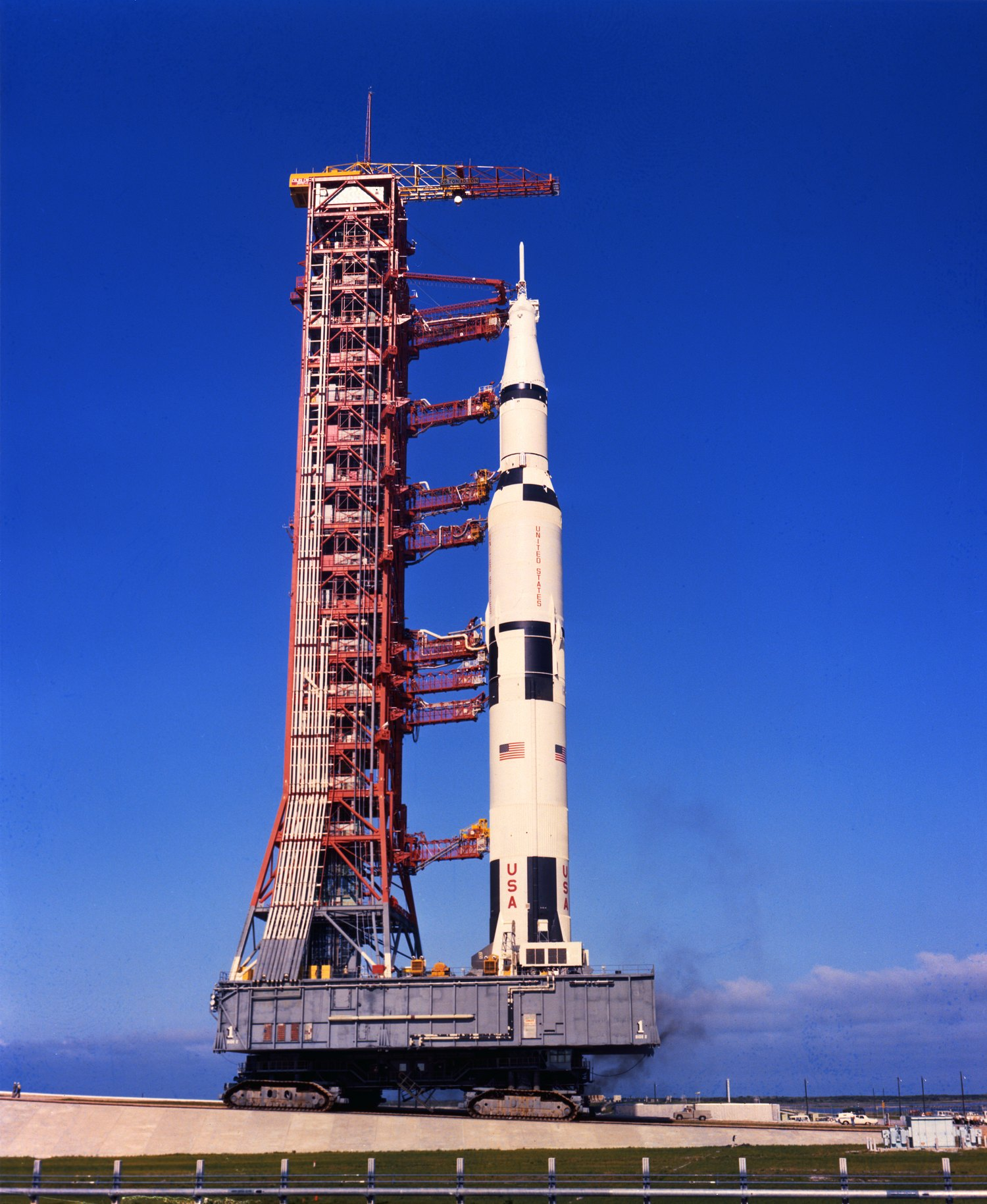
Transport der Saturn-V-Trägerrakete zur Startrampe
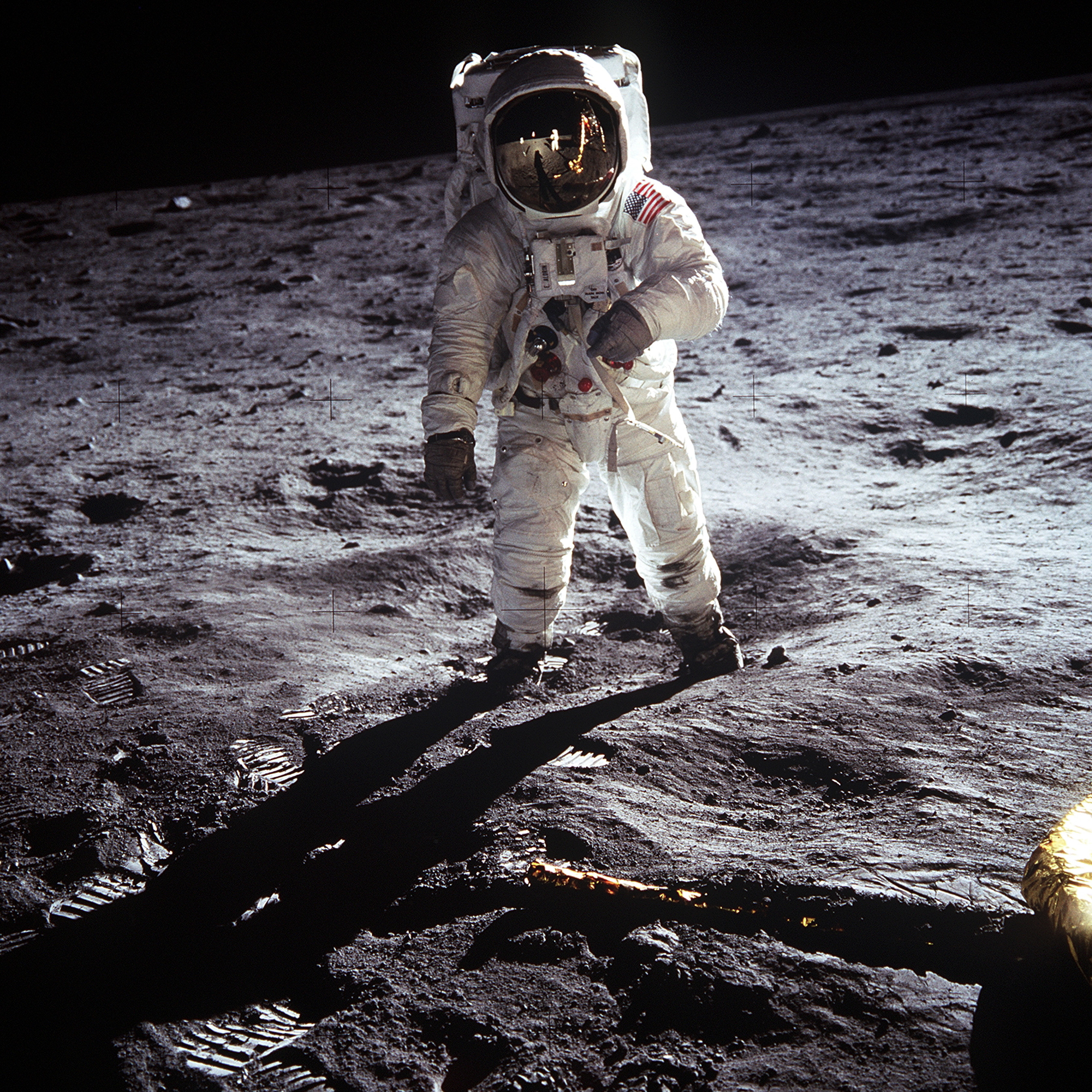
Astronaut Aldrin auf dem Mond
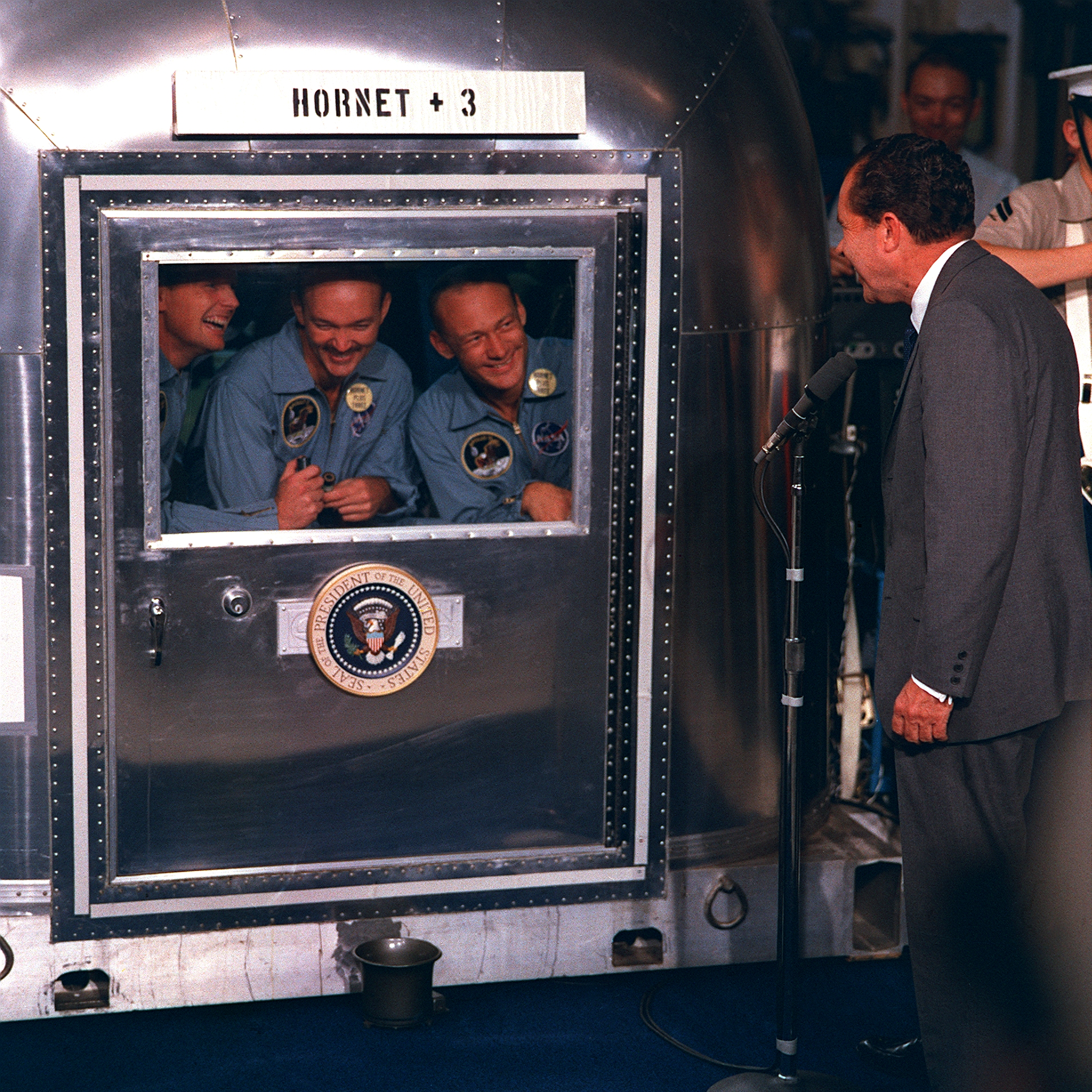
Präsident Richard Nixon besucht die Astronauten während der Quarantäne

## Produktion
Der Film entstand unter ausschließlicher Verwendung von originalem Filmmaterial und historischen Tonaufnahmen. Der Regisseur verwendet digital aufbereitetes 70-mm-Filmmaterial der NASA und historische Tonaufnahmen und kommt dabei ohne erläuternden Kommentar aus. 
In Deutschland startete der Film mit deutschen Untertiteln am 7. Juli 2019 in den Kinos. Der Vertrieb und Verleih erfolgt für Kinos in Deutschland und Österreich durch das Unternehmen Schülke Cinema Consult GmbH (für Piece of Magic Entertainment).

## Rezeption
Der Film erhielt äußerst positive Kritiken. Die Rezensionssammlung Rotten Tomatoes listet 192 Kritiken, die zu 99 Prozent positiv ausfallen. Die Durchschnittsbewertung liegt bei 8.9 von 10 Punkten. Einigen Kritikern fiel die überraschende Wirkung des restaurierten Filmmaterials besonders auf: „Der neue Dokumentarfilm ‚Apollo 11‘ zeigt mit 50 Jahre altem Material die erste Mondlandung 1969. Und das Seltsame ist: Was man dort sieht, wirkt noch heute ergreifend.“
Gunda Bartels schreibt auf tagesspiegel.de: „Die Doku ‚Apollo 11‘ macht die Euphorie spürbar“.
Einige Rezensenten analysieren, dass die Wirkung auf Schnitt- und Tontechnik zurückzuführen ist:
Carsten Baumgardt lobt den Film Apollo 11 auf filmstarts.de als „atemberaubendes Doku-Meisterwerk“, würdigt den unkonventionellen Stil – „Das Faszinierende am Stil dieser Doku ist der Live-Reportagen-Charakter.“ – und hebt das Sounddesign als „schon für sich absolut oscarwürdig“ besonders hervor.
Auch Patrick Seyboth geht für epd Film auf die geschickte Verwendung von Schnitt und Ton zum Aufbau von Spannung ein:
„Und obwohl jeder weiß, dass dieses Abenteuer ein Happy End haben wird, entwickelt der Film anhaltende Spannung. Dafür sorgen die clevere Montage, der konsequente Verzicht auf jeden heutigen Kommentar sowie die zurückhaltende Musik, für die Komponist Matt Morton betagte Moog-Synthesizer verwendete.“

## Auszeichnungen
Sundance Film Festival 2019
- Gewinner des Editing Award in der Kategorie Documentary für Todd Douglas Miller
- Nominierung für den Grand Jury Prize in der Kategorie Documentary für Todd Douglas Miller

STARMUS Festival 2019
- Gewinner der Stephen Hawking Medal for Science Communication in der Kategorie Movie für Apollo 11[8]